# Whitehorse Hill
Whitehorse Hill (engelska: White Horse Hill) är en kulle i Storbritannien.   Den ligger i grevskapet Oxfordshire och riksdelen England, i den södra delen av landet, 100 km väster om huvudstaden London. Toppen på Whitehorse Hill är 258 meter över havet, eller 77 meter över den omgivande terrängen. Bredden vid basen är 7,4 km.
Kullen har en ca 3000 år gammal fornlämning i form av en 110 meter lång häst utförd med kalkfyllda diken.
Terrängen runt Whitehorse Hill är huvudsakligen platt, men österut är den kuperad. Runt Whitehorse Hill är det ganska tätbefolkat, med 207 invånare per kvadratkilometer. Närmaste större samhälle är Swindon, 14,8 km väster om Whitehorse Hill. Trakten runt Whitehorse Hill består till största delen av jordbruksmark.